# Dicranomyia (Dicranomyia) pluricomata
Dicranomyia (Dicranomyia) pluricomata is een tweevleugelige uit de familie steltmuggen (Limoniidae). De soort komt voor in het Oriëntaals gebied.